# Memi Bečirovič
Mehmed »Memi« Bečirović, slovenski košarkaški trener, * 1. marec 1961 Slovenska Bistrica.
Glavni trener slovenske reprezetance na svetovnem prvenstvu v košarki 2010, kjer je zasedla končno 8. mesto. Med 2012 in 2014 glavni trener iranske reprezentance, ki jo je vodil do naslova azijskega prvaka 2013 in azijskega pokala 2014 (FIBA Asia Cup). 
Sin Sani Bečirović je upokojeni profesionalni košarkar, trenutno je športni direktor Cedevite Olimpije. 

## Trenerska kariera

### Klubska
Prvič je bil glavni trener članske ekipe v sezoni 1997-1999, ko je vodil mariborski Satex oz. Pošta Branik v prvi slovenski ligi. Sezono 1999-2000 glavni trener Union Olimpije mladi. V prvo ligo se »vrne« 2002-03, ko je glavni trener Rogle, naslednjo pa Elektre. Sledi prva izkušnja v tujini, ko prevzame Rimini, v drugi italijanski ligi. Od 2005 do 2007 vodi Helios Domžale, kjer je uspešen v drugi sezoni, saj ekipa osvoji dvojno krono, postane državni in pokalni prvak. Poleti 2007 imenovan za glavnega trenerja evroligaške Olimpije. Uvodoma zmagal slovenski superpokal. V Evroligi je ekipa dosegla tri zmage (odmevna zaporedni domači zmagi proti Olympiakosu in CSKA Moskvi) in sedem porazov in ABA ligi razmerje 9:7.  6. januarja 2008 je odstopil s položaja (zamenjal ga je Aleksandar Džikić). 
Čez mesec dni, 6. februarja 2008 prevzame ukrajinski Azovmaš Mariupol. Ekipa zmaga pokal in državno prvenstvo. Kmalu po začetku sezone 2008-09, zaradi finančnih težav kluba zapusti Azovmaš 11. novembra 2008. S strani novinarjev nagrajen kot najboljši slovenski trener leta 2007/08.
Od junija 2009 do 28. marca 2010 glavni trener BC Oostende v prvi belgijski ligi. Do odhoda uvrstitel v finale pokala in četrto mesto na lestvici lige. 
V Iranu vodi Mahran Tehran od novembra 2012 do aprila 2013. 
Drugič prevzame Olimpijo 22. februarja 2015 je vodi do konca sezone (Olimpija izpade presentljivo v četrfinalu končnice brez zmage proti Heliosu).
2015 se preseli na Kitajsko. Prvo leto deluje kot pomočnik, od 2016 pa uradno kot glavni trener Jiangsu Dragons v prvi kitajski ligi (CBA). Dvakrat, 2018 in 2019, vodi do končnice, kjer izgubijo v četrfinalu.

### Reprezentanca
Hkrati s klubskim delom vodi mlajše kategorije slovenske reprezentance. Glavni trener ekipe do 20 let leta 1999 in 2002 in ekipe do 18 let med leti 2000 in 2003. Na evropskem prvenstvu do 18 leta 2002, ekipa pa izgubi šele v finalu.
Pri članski vrsti dela prvič na EP 2001 kot pomočnik selektorju Zrinskemu. Bečirovič je imenoval za selektorja decembra 2009. Uspešno vodi reprezentanco na SP 2010, saj prvič Slovenija napreduje iz skupine (4 zmage in 1 poraz) in v prvem kolu končnice premaga Avstralijo. Porazijo jih domačini Turki v četrtfinalu (kasneje se uvrstijo v finale).
Maja 2012 je prevzel mesto glavnega trenerja iranske reprezetance. Iran vodi do azijske prvaka (FIBA Asia Championship) 2013 in zmagovalca azijskega pokala (FIBA Asia Cup) 2014. Vodi ekipo na svetovnem prvenstvu 2014 v Španiji. V aprilu 2015 ga odstavijo.